# Хокон V
Хокон V Магнусон (на старонорвежки: Hákon Magnússon; на норвежки: Håkon Magnusson), е крал на Норвегия от 1299 до 1319 г. Два века след смъртта си Хокон Магнусон е обявен официално за светец от римския папа Лъв X и затова е наричан също Свети Хокон (на старонорвежки: Hákon V helgi Magnússon). Друго негово прозвище, с което остава известен, е Хокон Дългокракия (на старонорвежки: Hákon V háleggr Magnússon).
Хокон е по-малкият син на крал Магнус VI Лагабьоте и на Ингеборг Ериксдатер Датска, дъщеря на датския крал Ерик IV.

## Управление
През 1273 г., когато по-големият му брат Ейрик II Магнусон е издигнат за конунг по волята на баща им, тригодишният тогава Хокон получава титлата „Дук на Норвегия“ и след смъртта на баща им през 1280 г. му е поверено да управлява една обширна част около Осло в Източна Норвегия, както и Ставангер на югозапад, подчинени иначе на брат му Ейрик. След като брат му умира през 1299 г. без да остави мъжки наследник, Хокон го наследява на престола.
Управлението му във вътрешнополитически план се характеризирало с енергично ограничаване на правомощията на аристократите и усилване властта на краля. Хокон премахнал титлата „лендман“ без да срещне съпротива, тъй като лендманите от доста време представлявали просто големи земевладелци без сериозно влияние понеже в Норвегия нямало обезземлени селяни, които да зависят от лендманите. Дори тези селяни, които не притежавали земя, обработвали земя под аренда на църквата или на лендмана и плащали за това такси, но не били крепостни или зависими от феодала, когото кралят бил освободил от плащане на данъци, но не му бил предоставил права на суверен. По такъв начин лендманите не можели да разчитат на влияние и да представляват конкуренция на конунгите. Норвегия си останала като цяло страна на дребните земевладелци.
Хокон Магнусон останал в историята и като краля изградил най-много укрепени замъци измежду норвежките крале. Освен Акерсхюс, който трябвало да защитава Осло, където Хокон преместил столицата си, той построил също и Тюнбергхюс в Тьонсберг, където пребивавал временно, Бохюслен на река Йота Елв и Вардьохюс на фиорда Варангерфьор като гранична крепост срещу датчаните и руснаците.
Хокон Магнусон умира на 8 май 1319 в замъка си Тюнбергхюс в Тьонсберг. Погребан е в църквата Света Мария в Осло. След смъртта му настъпила династическа криза понеже той подобно на брат си Ейрик не оставил мъжки наследници и тронът му бил наследен от неговия внук, тригодишният Магнус VII Ейриксон, който бил син на неговата дъщеря Ингеборг и шведския принц Ейрик Дългия т.е. тронът преминавал във владение на шведската кралска династия. Хокон Магнусон бил последният мъжки представител на рода Хардроде на първия норвежки крал Харал Прекраснокосия.

## Семейство
През 1299 г. Хокон Магнусон се жени за Еуфемия фон Рюген, дъщерята на Вислав II, княз на Рюген. Еуфемия ражда единствената му законна дъщеря, Ингеборг Хоконсдатер, през 1301 г. Тази Ингеборг по-късно ще се омъжи за шведския принц Ейрик Дългия и ще роди следващия крал на Норвегия - Магнус VII Ейриксон, но вече считан за представител на шведската кралска генеалогична линия.
Хокон Магнусон има и незаконна дъщеря, Агнес Хоконсдатер, родена през 1290 г. от неизвестна по име наложница. Агнес се омъжва за барон от Румерике, област на североизток от Осло, и ражда двама синове, които ще играят значителна политическа роля по време на управлението на техния братовчед Магнус VII Ейриксон.

## Канонизация
След смъртта на Хокон Магнусон започнали да се разказват истории за чудеса, които се случвали на гроба му, и все повече хора започнали да се молят там за изцеление. През 1520 г. римският папа Лъв X официално канонизирал краля за светец и дал разрешение да се провежда църковна служба в негова памет в църквата Света Мария в Осло.